# Hedy Krissane

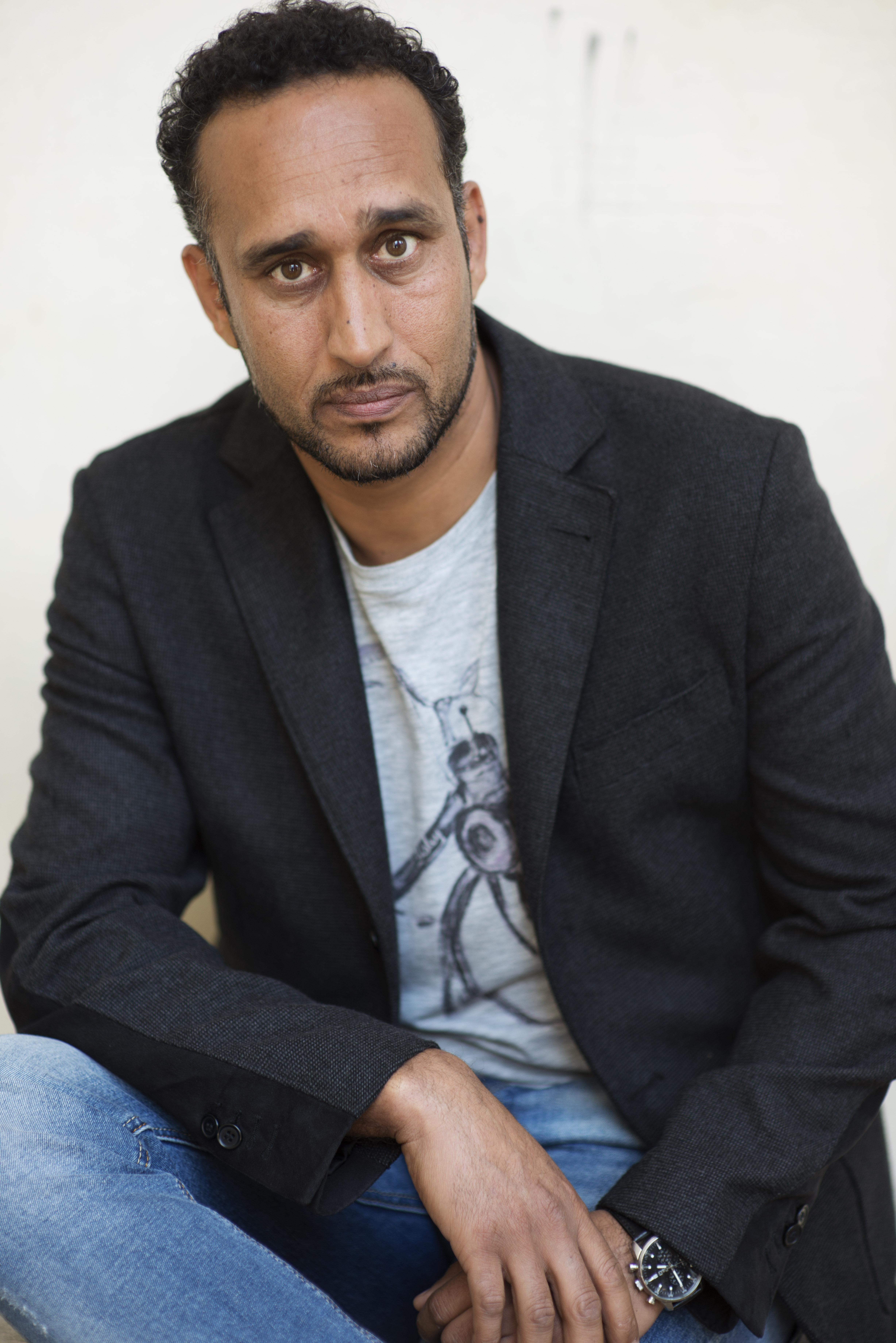
Hedy Krissane

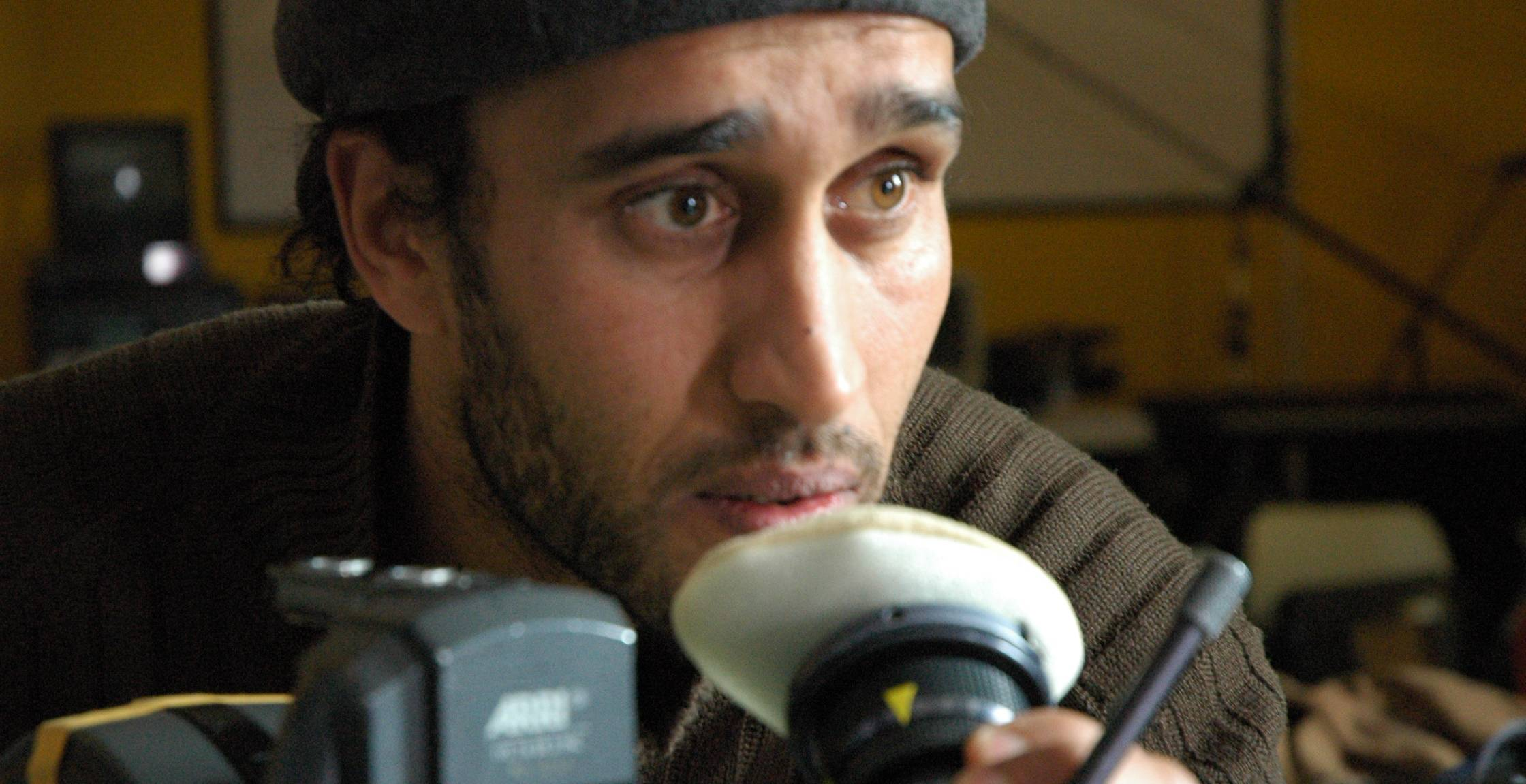
Hedy Krissane

Hedy Krissane (Tataouine, 11 novembre 1971) è un attore e regista italiano di origine tunisine che vive e lavora in Italia.

## Biografia
Hedy Krissane è nato a Tataouine, un paesino della Tunisia. Nel 1992 si trasferisce in Italia. Nella capitale segue dei corsi di recitazione e di regia. Inizia la sua carriera lavorando in televisione in Beato fra le donne (1995); Il grande gioco del mercante in fiera (1996); Il gatto e la volpe (1997), con Paolo Bonolis, e Ciao Mara (1997), con Mara Venier.
Debutta come attore recitando ne L'albero dei destini sospesi, scritto e diretto dal regista algerino Rashid Benhadj, e ne L'appartamento, regia di Francesca Pirani, entrambi film tv di Rai 2. Al cinema esordisce con una parte in Tre uomini e una gamba (1997), del trio Aldo, Giovanni e Giacomo, e Massimo Venier e a cui segue Simpatici & antipatici (1998), di Christian De Sica.
Successivamente Luigi Perelli lo sceglie per interpretare una piccola parte nella miniserie tv in due puntate, Sospetti, con Sebastiano Somma, e ne La piovra 10, con Remo Girone e Patricia Millardet, in onda rispettivamente nel 2000 e nel 2001 su Rai 2 e Rai Uno.
Nel 2001 è Baduat nella seconda stagione della miniserie di Canale 5, Valeria medico legale, regia di Elvio Porta. Nel 2003 è Mory in Sospetti 2, regia di Gianni Lepre, e sempre nello stesso anno è uno dei protagonisti del noir Tre punto sei, diretto da Nicola Rondolino. Inoltre recita nel cortometraggio Kappaò di Michele Rovini, e poi dirige se stesso nel cortometraggio Lebess (non c'è male). Il 2004 è l'anno del film di Marco Ponti, A/R Andata + Ritorno.
Nel 2008 ritorna sul piccolo schermo con R.I.S. 4 - Delitti imperfetti, dove recita nell'episodio La strage, regia di Fabio Tagliavia, ispirato alla strage di Erba. Nel 2008 gira il suo terzo cortometraggio, Da qualche parte in città, con Serena Iansiti, Marianna De Micheli, Luca Ferrante e Umberto Procopio.
Nel 2009 gira il suo quarto cortometraggio Ali di cera vincendo per la terza volta il Torino Film Festival 2009 come miglior corto spazio Torino e molti altri premi nazionali e internazionali. Nello stesso anno recita nel film di Marco Campogiani La cosa giusta con Paolo Briguglia e Ennio Fantastichini.
Nel 2011 è di nuovo con Marco Ponti nel suo film Ti amo troppo per dirtelo con Francesco Scianna e Carolina Crescentini e dirige la commedia Aspromonte. Il film, opera prima del regista, uscito nelle sale il 31 gennaio 2013 distribuito da CineClub Internazionale.
Nel 2013 fa parte del cast corale di Italian Movies di Matteo Pellegrini e interpreta Hamed nel film di Rolando Ravello Tutti contro tutti prodotto da Fandango.
Nel 2014 è uno dei protagonisti della commedia multietnica Ameluk di Mimmo Mancini e in Seconda primavera di Francesco Calogero. Il film con Nino Frassica è uscito nelle sale nel 2016.
Nel 2017 fa parte del film La Tenerezza di Gianni Amelio con Elio Germano, Micaela Ramazzotti e Giovanna Mezzogiorno alla quale fa da coach per la lingua araba usata nel film. Nel 2018 torna dietro la macchina da presa per il cortometraggio La festa più bellissima presentato al Mostra internazionale d'arte Cinematografica di Venezia. Nel 2019, Gianni Amelio lo chiama per Hammamet dove interpreta il cardiologo tunisino di Craxi a fianco a Pierfrancesco Favino. Il film è prodotto da Pepito Produzione e distribuito da Rai Cinema. 

## Carriera

### Cinema
- Tre uomini e una gamba, regia di Aldo Giovanni e Giacomo (1997)
- Simpatici & antipatici, regia di Christian De Sica (1997)
- Tre punto sei, regia di Nicola Rondolino (2003)
- A/R Andata + Ritorno, regia di Marco Ponti (2004)
- La cosa giusta, regia di Marco Campogiani (2009)
- Ti amo troppo per dirtelo, regia di Marco Ponti (2011)
- Italian Movies, regia di Matteo Pellegrini (2013)
- Tutti contro tutti, regia di Rolando Ravello (2013)
- L'ultimo pastore, regia di Marco Bonfanti (2013)
- Ameluk, regia di Mimmo Mancini (2014)
- Seconda Primavera, regia di Francesco Calogero (2014)
- La tenerezza, regia di Gianni Amelio (2017)
- Hammamet, regia di Gianni Amelio (2020)
- Il legionario, regia Hleb Papou (2021)

### Televisione
- L'albero dei destini sospesi, regia di Rashid Benhaj - Film TV - Rai Tre (1997)
- L'appartamento, regia di Francesca Pirani - Film TV - Rai Tre (1997)
- Sospetti, regia di Luigi Perelli - Miniserie TV - Rai 2 (2000)
- Camici bianchi, regia di Stefano Amatucci - Serie TV - Canale 5 (2001)
- La piovra 10, regia di Luigi Perelli - Miniserie TV - Rai Due (2001)
- Valeria medico legale - Episodio: Bentornata Valeria, regia di Elvio Porta - Miniserie TV - Canale 5 (2001)
- Cuori rubati, registi vari - Soap opera - Rai 2 (2001-2002)
- Sospetti 2, regia di Gianni Lepre - Miniserie TV - Rai Uno (2003)
- L'uomo sbagliato, regia di Stefano Reali - Miniserie TV - Rai Uno (2005)
- Centovetrine, registi vari - Soap opera - Canale 5 (2006)
- R.I.S. 4 - Delitti imperfetti, regia di Pier Belloni - Serie TV - Canale 5, episodio 4x15 (2008)
- Il bene e il male, regia di Giorgio Serafini - Miniserie TV - Rai Uno (2009)
- Crimini 2: Mork e Mindy, regia di Stefano Sollima - Film TV - Rai 2 (2009)
- Rossella:, regia di Gianni Lepre - Serie TV - (2010)
- Fuori Classe 2, di Riccardo Donna  - Serie TV - Rai Uno (2014)
- Il capitano Maria, di Andrea Porporati - Serie TV - Rai Uno (2018)
- Blanca, di Michele Soavi - Serie TV - Rai Uno, episodio 2x05 (2023)
- Il clandestino di Rolando Ravello - Serie TV - Rai Uno, episodio 1x01 (2024)

### Cortometraggi
- Kappaò, regia di Michele Rovini (2003)
- Lebess (non c'è male), regia di Hedy Krissane (2003)
- Colpevole fino a prova contraria, regia di Hedy Krissane (2005)
- Jamel, regia di Luisella Ratiglia (2005)
- Il lavoro, regia di Lorenzo de Nicola (2007)
- Ali di cera, regia di Hedy Krissane (2009)
- Aspromonte, regia di Hedy Krissane (2012)
- Mala Vita, regia di Angelo Licata (2015)

## Premi e riconoscimenti
Per Lebess (non c'è male):
- Torino Film Festival 2003 - Miglior Film Spazio Torino
- Salento Finibus Terrae 2004 - Miglior regia
- Menzione speciale nuovi autori Premio Puglia Film Commission

Per Colpevole fino a prova contraria:
- Torino Film Festival 2005 - Premio Kodak European Showcase per il miglior film italiano -  Concorso Spazio Italia
- Aquila Film Festival 2005 ex Preturo Corto Film Festival – Gran Premio Miglior film -  Categoria Professionale
- Miglior attore protagonista - Premio Umberto Procopio
- Santena Corto Film Festival 2006 - Miglior film
- CORTIgiano Video Festival 2006 - Premio del pubblico
- Cuveglio Film Festival 2006 - Premio del pubblico
- Brescello Film Festival. Mondo piccolo cinematografico 2006 - Premio del pubblico
- Arrivano i Corti Montelanico 2006 (RM) - Miglior film 3º premio
- Cinema Sogni 2006 - Menzione Speciale
- Sanremo Corto Film Festival 2006 - Miglior film 3º premio
- Cortorino 2007 - Miglior Soggetto

Per Ali di cera:
- Torino Film Festival 2009 - Miglior Film Spazio Torino
- Corto Dorico 2009 - Premio Sentieri di Cinema
- Dieciminuti Film Festival 2010 - Miglior Attore
- Cortolandria Film Festival 2010 - Miglior Corto tema sociale
- Lampedusa Film Festival 2010 - Miglior Corto
- Festival internazionale corto in Sabina 2010 - Miglior Sceneggiatura
- Arcipelago Film Festival 2010 - Menzione Speciale della Giuria
- Pistoia Corto Film Festival 2009 - Menzione Speciale della Giuria
- Festival internazionale di Cinema di Frontiera 2010 - Menzione Speciale della Giuria
- Amarcort Film Festival 2010 - Menzione Speciale della Giuria
- Artelesia Film Festival 2010 - Miglior Cortometraggio
- I'Ve Seen Film Festival 2010 - Menzione Speciale della Giuria
- Festival della legalità 2010 - Premio Legalità 2010